# 9262 Bordovitsyna
9262 Bordovitsyna (1973 RF) là một tiểu hành tinh vành đai chính được phát hiện ngày 6 tháng 9 năm 1973 bởi T. M. Smirnova ở Đài vật lý thiên văn Crimean.